# Ljenobud
Ljenobud är en ort i Bosnien och Hercegovina.   Den ligger i entiteten Federationen Bosnien och Hercegovina, i den centrala delen av landet, 28 km nordost om huvudstaden Sarajevo. Ljenobud ligger 1 061 meter över havet och antalet invånare är 750.
Terrängen runt Ljenobud är huvudsakligen kuperad, men den allra närmaste omgivningen är platt.Närmaste större samhälle är Olovo, 7,8 km nordost om Ljenobud. 
I omgivningarna runt Ljenobud växer i huvudsak blandskog. Runt Ljenobud är det ganska tätbefolkat, med 93 invånare per kvadratkilometer.